# Desoximetasona
Desoximetasona es una medicación de la familia conocida como corticosteroides tópicos. Usada en dermatología para reducir la inflamación y el prurito cutáneo. Es un corticosteroide sintético usado como agente antiinflamatorio y antipruriginoso.